# Duathathor-Henuttaui
Duathathor-Henuttaui vagy Henuttaui („Hathor imádója; A Két Föld asszonya”) ókori egyiptomi hercegnő és királyné volt. Nagy valószínűséggel a XX. dinasztia utolsó királyának, XI. Ramszesznek a lánya, anyja Tentamon. Feleségül ment Ámon thébai főpapjához, I. Pinedzsemhez, aki Felső-Egyiptom de facto uralkodója volt, majd ténylegesen is fáraói címet vett fel. Henuttaui testvére, Tentamon I. Neszubanebdzsed fáraó felesége lett, akinek tényleges hatalma csak Alsó-Egyiptomra terjedt ki.
Duathathor-Henuttauinak egész sor címe volt, ami alapján családi kapcsolatai azonosíthatóak, közte A nagy királyi hitves anyja; Ámon főpapjának anyja; A seregek tábornokának anyja. Ezek alapján is azonosítható, Pinedzsem gyermekei közül melyikeknek volt ő az anyja: I. Paszebahaenniutnak, akiből fáraó lett, és valószínűleg feleségének, Mutnedzsmetnek is, továbbá Maatkarénak, aki Ámon isteni felesége volt, és valószínűleg Henuttauinak is, akit Maatkaréval és Mutnedzsmettel együtt ábrázolnak Karnakban. Nehezebben azonosítható, melyik volt az a főpap, akinek Duathathor-Henuttaui volt az anyja, mert Pinedzsem fiai közül hárman is főpapok lettek: Maszaharta, Dzsedhonszuefanh és Menheperré; ebből egyik, kettő vagy akár mindhárom lehetett az ő fia.
Már azelőtt említik, hogy férje fáraónak kiáltotta volna ki magát, többek közt egy Taniszban talált kelyhen, egy ajtófélfán és a karnaki Honszu-templom egy pülónjának egy jelenetén. Már ezeken a feliratokon is királynéi címekkel említik, nevét kártusba foglalva. Később említik egy koptoszi sztélén, Mut karnaki templomkörzetében, több tárgyon fia taniszi sírjában, valamint ábrázolják a karnaki Honszu-templom homlokzatán.
Múmiáját és koporsóit a DB320-as rejtekhelyen találták meg, ahol több családtagjáét is; ma a kairói Egyiptomi Múzeum őrzi.
Címei: A király felesége (ḥm.t-nỉswt), Nagy királyi hitves, az első őfelségének (ḥm.t-nỉswt wr.t tp.t n ḥm=f), A Két Föld úrnője (nb.t-t3.wỉ), A király anyja (mwt-nỉswt), A Két Föld urának anyja (mwt-nỉswt n nb-t3.wỉ), A nagy királyi hitves anyja (mwt n ḥm.t-nỉswt wr.t), A király lánya (z3.t-nỉswt), Ámon imádója (dw3.t-nṯr n ỉmn), A nagy Mut, az iseru úrnőjének papnője (ḥm.t-nṯr n mwt wr.t nb.t ỉšrw), Honszu birtokának irányítója (ˁ3.t n pr n ḫnsw), A gyermek Honszu anyja (mwt-nṯr n ḫnsw-p3-ẖrd).